# خير أباد (أرسك)
خیر أباد (بالفارسية: خیرآباد) هي مستوطنة تقع في إيران في قسم أرسك الريفي. يقدر عدد سكانها بـ 16 نسمة .